# Starquake (romanzo)
Starquake è un romanzo di fantascienza del 1985 dell'americano Robert L. Forward, seguito di Dragon's Egg. È inedito in italiano.
Narra degli abitanti di una stella di neutroni che devono ricostruire la loro civiltà, annientata da una catastrofe naturale. 
Il titolo Starquake significa stellamoto, l'equivalente di un terremoto su una stella di neutroni.
Il libro inizia esattamente dove finisce il romanzo precedente: la prima spedizione umana che abbia mai visitato la stella di neutroni Dragon's Egg sta per ripartire dopo essere entrata in contatto con i suoi abitanti, i Cheela, esseri dal metabolismo rapidissimo.

## Trama
Mentre la spedizione umana si prepara a tornare all'astronave madre, si guasta uno dei razzi che mantengono in posizione gli asteroidi che proteggono la navetta dalle micidiali forze di marea della stella di neutroni. L'equipaggio è convinto di avere pochi minuti di vita, ma i Cheela – che conoscono già il viaggio spaziale – fanno in tempo ad organizzare una missione di soccorso e riparare il guasto.
Subito dopo sono i Cheela a trovarsi in difficoltà: uno stellamoto devasta la stella di neutroni e le radiazioni emesse nell'evento uccidono quasi ogni essere sulla sua superficie, nonché un membro dell'equipaggio umano in orbita. Su Dragon's Egg, a ricostruire la civiltà e montare strutture per far riatterrare i Cheela rimasti sulle stazioni spaziali non restano che quattro superstiti ed una macchina per il ringiovanimento. I loro discendenti regrediscono presto alla barbarie e, quando una versione Cheela di Attila uccide gli ultimi tecnici rimasti a terra impossessandosi della macchina per ringiovanire, quelli rimasti in orbita devono trovare un altro mezzo per scendere.
Gli umani danno loro il permesso di usare l'asteroide che servirebbe a loro per uscire dall'orbita della stella. L'atterraggio dei Cheela riesce, ma l'asteroide va distrutto: gli umani sono di nuovo condannati, dato che il prossimo asteroide utile passerà tra sei mesi, quando saranno già morti di fame. Tuttavia, vinta la battaglia contro Attila e ricostruita una civiltà supertecnologica, I Cheela li trasportano al momento del rendez-vous attraverso una distorsione spazio-temporale.
Un incidente nel creare la distorsione uccide un altro membro dell'equipaggio, ma quando arrivano finalmente alla nave madre i superstiti scoprono che le menti dei due compagni morti sono state salvate in forma digitale dai Cheela e sono vive e vegete nel cyberspazio.

## Edizioni
- Robert L. Forward, Starquake, Ballantine Books, 1985.